# Luiz Carlos Lisboa
Luiz Carlos Lisboa (Rio de Janeiro, 22 de dezembro de 1929) é um escritor, tradutor e jornalista brasileiro.
Formado em direito, trabalhou como advogado de 1960 a 1969.
Começou a carreira jornalística em 1954, no jornal Tribuna da Imprensa, do Rio de Janeiro. Em seguida, trabalhou no Jornal do Brasil, Editora Bloch, O Estado de S.Paulo, Jornal da Tarde e Rádio Eldorado, entre outros. Também foi redator de verbetes sobre Literatura, História e religião da Enciclopédia Delta-Larousse.
Foi vencedor do 15º Prêmio Jabuti, em 1973, na categoria Melhor Critica e/ou Noticiário Literário (Jornais), pelo seu trabalho no Jornal da Tarde. Desde 1992 ocupa a cadeira nº 6 da Academia Paulista de Letras.

## Obras publicadas[2]

### Ficção
- Ante-sala (contos) - Editora Massao Ohno, 1988
- Memórias de um gato (romance) - Grupo Summus Editoriial, Editora Selo Negro, 2001
- Um gato aprende a morrer (romance) - Grupo Summus Editorial, Editora Selo Negro, 2002
- A guerra santa do gato (romance) - Grupo Summus Editorial, Editora Selo Negro, 2002

### Não ficção
- Grandes Enigmas Da Humanidade - ensaios. Ed. Vozes, 1969
- Tudo que você precisa ler sem ser um rato de biblioteca - guia de leitura. Edições Ilha Deserta, 1972
- Olhos de ver, ouvidos de ouvir - artigos. Ed. Difel, 1977
- O nome das coisas - ensaios. Summus Editorial, 1980
- A arte de desaprender - artigos e ensaios. Edições Antares, 1981
- O jejum do coração - ensaio. MG Editores Associados, 1983
- A Vida de Tom Jobim - Rio Cultura/Faculdades Integradas Estácio de Sá,Rio de Janeiro/RJ, 1983[carece de fontes?]
- Mestre Eckhart - ensaio biográfico. T.A. Queiroz, 1986
- Pequeno guia da literatura universal - guia literário. Editora Forense, 1996
- Nambam: O dia em que o Ocidente descobriu o Japão - ensaio histórico, em parceria com Mara Rúbia Arakaki. Aliança Cultural Brasil-Japão, 1993
- Visões do novo milênio - ensaios (coordenação da obra e autoria de um capítulo). Editora Mercuryo, 1999
- Tudo o que você precisa ler sem ser um rato de biblioteca - guia literário dos livros do mundo. Editora Papagaio, SP, 1994
- Tudo o que você precisa ler sem ser um rato de biblioteca - guia literário dos livros do Brasil Editora Papagaio, 2001
- COLEÇÃO GENTE - Organizador - Coleção de 24 biografias de brasileiros famosos como Millor Fernandes, Ivo Pitanguy, Dercy Gonçalves, Baena Soares, Nelson Mello e Souza, Artur da Távola, Sérgio Cabral, Roberto Menescal, Edder Jofre, Luiz Carlos Miele, Maria Lenk, Rudolf Hermany, Dorival Caymi, Cleófas Uchoa, Haroldo Costa, Gracindo Júnior, Walter Clark, Florinda Bolcan, Carlos Eduardo Novaes, Teófilo de Azeredo Santos e Nilton Petrone. Editora Rio/Universidade Estácio de Sá, Rio de Janeiro/RJ, 2002-2004[carece de fontes?]

### Poesia
- Nova Era - Livraria Cultura Editora, SP, 1989
- O aprendiz da madrugada - Editora Gente, São Paulo/SP, 1994
- O som do silêncio - Editora Verus, Campinas/SP, 2004
- El sonido del silencio - Editora Obelisco, Barcelona, 2006

### Traduções
- Eminência parda (Aldous Huxley), Editora Áurea, RJ, 1976
- Máquinas - história e ensaio ilustrados. Editora José Olympio, 1978
- 365 orações para crianças - Editora Scipione,SP, 1992
- Em busca de Frankenstein - o monstro de Mary Shelley e seus mitos (Radu Florescu). Editora Mercuryo, 1998
- Em busca de Drácula e outros vampiros (Raymond T. McNally e Radu Florescu). Editora Mercuryo, 1994
- O livro tibetano do viver e do morrer (Sogyal Rinpoche). Palas Athena, SP, 1999